# Barydesmus chapini
Espèce
Barydesmus chapini est une espèce de mille-pattes d'Amérique centrale.
Le nom de cette espèce commémore l'ornithologue américain James Paul Chapin (1889-1964).

## Référence
(en) Hoffman : A new central american milliped of the genus Platyrhacus. Proceedings of the Entomological Society of Washington 55-5 : 251-258. (Platyrhacus chapini).